# Klaus Mirwald
Klaus Mirwald (11 settembre 1968) è un ex calciatore e allenatore di calcio tedesco, di ruolo difensore.

## Carriera

### Club
Ha giocato 25 partite in Bundesliga, la massima serie del campionato tedesco.

### Nazionale
Ha preso parte ai Mondiali Under-17 del 1985 giocando 6 partite e segnando una rete.

### Allenatore
Ha allenato il Ludwigsburg nella stagione 2003-2004.